# Adamstown (New South Wales)
Adamstown ist ein Ort in New South Wales, Australien.

## Geographie
Adamstown wird von Newcastle City verwaltet. Mit 2077 Einwohnern/km² ist der Ort sehr dicht besiedelt.

## Demographie
Mit Stand von 2021 hatte Adamstown 6335 Einwohner, von denen 5826 die australische Staatsangehörigkeit besitzen.  190 Personen im Ort sind Aborigines.
Insgesamt 124 Menschen aus Adamstown wurden in England geboren. Weitere Einwohner, die im Ausland geboren wurden, kommen aus Neuseeland (70), Nordmazedonien (49) und China (35).
Das Medianalter liegt bei 36 Jahren. Das mittlere Einkommen pro Person beträgt 925 Australische Dollar, das mittlere Haushaltseinkommen liegt bei 1875 AUD, womit es zu den höheren Haushaltseinkommen im landesweiten Vergleich (1746 AUD) zählt.

## Öffentliche Einrichtungen
In Adamstown gibt es insgesamt 3 Schulen, darunter die Adamstown Public School. Weiterhin gibt es 6 Parks sowie 4 öffentliche Sportstätten. Der Ort beherbergt eine Filiale der Australia Post.